# Eccopidia
Eccopidia is een geslacht van vlinders van de familie snuitmotten (Pyralidae), uit de onderfamilie Phycitinae.

## Soorten
- E. strigata Hampson, 1899
- E. vinistis Hampson, 1903